# Reckoning (album de R.E.M.)
Pour les articles homonymes, voir Reckoning.
Albums de R.E.M.
Murmur
(1983) Fables of the Reconstruction
(1985)
Reckoning est le second album du groupe de rock américain R.E.M.. Il a été enregistré au studio Reflection Sound à Charlotte, et sorti en 1984 sur le label indépendant I.R.S. Records. Salué par la critique et le public, les ventes ont été supérieures à celles du premier album.

## Détails
Reckoning contient certaines des chansons les plus populaires de R.E.M. parmi lesquelles So. Central Rain (I'm Sorry) et (Don't Go Back To) Rockville. Évitant une nouvelle fois les thèmes romantiques, le parolier Michael Stipe se plaint du temps froid, narre un conte dans lequel un enfant se noie, parle d'inondation, de superficialité et de séparation. La musique au rythme enlevé est en contraste avec les paroles plutôt sombres. La dernière chanson, Little America, parle de l'Amérique rurale et préfigure les thèmes du sud des États-Unis évoqués sur l'album suivant Fables of the Reconstruction (1985).
La pochette originale mentionnait File under water, le thème de l'eau étant omniprésent dans cet album. Il faut dire que l'enregistrement eut lieu peu après une des plus gigantesques inondations qu'ait connue la Géorgie. Entre autres références :
- Les titres et paroles de Harborcoat et So. Central Rain
- « Seven Chinese brothers swallow in the ocean » (7 Chinese brothers)
- « Ask the girl of the hour by the watertower's clock » - (Time After Time)
- « The water is evening now/The catacombs are filling in » - (Letter Never Sent)
- « Diane is on the beach, do you realize the life she's led? » - (Little America)

Le titre de l'album Reckoning ayant également une signification maritime puisqu'il désigne le positionnement d'un navire.
L'illustration qui figure sur la pochette est le résultat d'une collaboration entre le chanteur Michael Stipe et un artiste de Géorgie Howard Finster.
Reckoning se classe 27e dans le classement des meilleures ventes d'albums américains (certifié or en 1991), et devient le premier album de R.E.M. à entrer dans le classement équivalent au Royaume-Uni (n°91).

## Titres
Toutes les chansons sont de Bill Berry, Peter Buck, Mike Mills et Michael Stipe.
1. Harborcoat – 3:54
2. 7 Chinese Bros. – 4:18
3. So. Central Rain – 3:15
4. Pretty Persuasion – 3:50
5. Time After Time (Annelise) – 3:31
6. Second Guessing – 2:51
7. Letter Never Sent – 2:59
8. Camera[1] – 5:25
9. (Don't Go Back To) Rockville – 4:32
10. Little America[2] – 2:58

### Réédition en CDThe IRS Years
Le 10 août 1992, EMI (qui gère les droits du catalogue I.R.S) réédite Reckoning avec cinq titre bonus :
1. Windout (with friends), chanteurs invités Bertis Downs, IV et Jefferson Holt
2. Pretty Persuasion (Live en Studio)
3. White Tornado (Live en Studio)
4. Tighten Up
5. Moon River

La version studio originale de Windout se trouve sur la B. du film de 1984 Le Palace en folie et Dead Letter Office, qui contient aussi la version originale de 1981 de White Tornado.

### Deluxe Edition
Réédité en 2009 en version Deluxe, l'album original est accompagné d'un second CD Live at the Aragon Ballroom.
1. Femme Fatale (Lou Reed) – 3:19
2. Radio Free Europe – 3:54
3. Gardening at Night – 3:38
4. 9-9 – 2:48
5. Windout – 2:13
6. Letter Never Sent – 3:03
7. Sitting Still – 3:13
8. Driver 8 – 3:28
9. So. Central Rain – 3:23
10. 7 Chinese Bros. – 4:27
11. Harborcoat – 4:34
12. Hyena – 3:26
13. Pretty Persuasion – 3:49
14. Little America – 3:23
15. Second Guessing – 3:07
16. (Don't Go Back To) Rockville – 4:30

## Personnel
- Bill Berry - batterie, percussions, chant
- Peter Buck - guitare
- Mike Mills - basse, chant, piano
- Michael Stipe - chant, harmonica

## Classements

### Album
| Année | Classement        | Position         |
| ----- | ----------------- | ---------------- |
| 1984  | The Billboard 200 | 27 (53 semaines) |
| 1984  | UK album chart    | 91 (2 semaines)  |

## Certifications
| Organisation | Niveau | Date         |
| ------------ | ------ | ------------ |
| RIAA – U.S.  | Or     | 24 juin 1991 |